# Amaranthus gracilis
Amaranthus gracilis är en amarantväxtart som beskrevs av René Louiche Desfontaines. Amaranthus gracilis ingår i släktet amaranter, och familjen amarantväxter. Inga underarter finns listade i Catalogue of Life.